# Pyhrnbanan
|  |  |  |

|  | Straight track |

|  | Station on track |

|  | Unknown BSicon "ABZgr" |

|  | Stop on track |

|  | Station on track |

|  | Stop on track |

|  | Station on track |

|  | Junction both to and from right |

|  | Stop on track |

|  | Station on track |

|  | Stop on track |

|  | Station on track |

|  | Station on track |

|  | Station on track |

|  | Station on track |

|  | Station on track |

|  | Stop on track |

|  | Stop on track |

|  | Station on track |

|  | Station on track |

|  | Enter and exit tunnel |

|  | Station on track |

|  | Enter and exit tunnel |

|  | Enter and exit short tunnel |

|  | Enter and exit tunnel |

|  | Station on track |

|  | Station on track |

|  | Stop on track |

|  | Station on track |

|  | Enter and exit tunnel |

|  | Station on track |

|  | Enter and exit short tunnel |

|  | Unknown BSicon "tSTRa" |

|  | Unknown BSicon "tSTRe" |

|  | Station on track |

|  | Stop on track |

|  | Unknown BSicon "ABZg+l" |

|  | Station on track |

|  | Unknown BSicon "ABZgr" |

|  | Straight track |

|  |  |  |

|  | Straight track |

|  | Station on track |

|  | Unknown BSicon "ABZgr" |

|  | Stop on track |

|  | Station on track |

|  | Stop on track |

|  | Station on track |

|  | Junction both to and from right |

|  | Stop on track |

|  | Station on track |

|  | Stop on track |

|  | Station on track |

|  | Station on track |

|  | Station on track |

|  | Station on track |

|  | Station on track |

|  | Stop on track |

|  | Stop on track |

|  | Station on track |

|  | Station on track |

|  | Enter and exit tunnel |

|  | Station on track |

|  | Enter and exit tunnel |

|  | Enter and exit short tunnel |

|  | Enter and exit tunnel |

|  | Station on track |

|  | Station on track |

|  | Stop on track |

|  | Station on track |

|  | Enter and exit tunnel |

|  | Station on track |

|  | Enter and exit short tunnel |

|  | Unknown BSicon "tSTRa" |

|  | Unknown BSicon "tSTRe" |

|  | Station on track |

|  | Stop on track |

|  | Unknown BSicon "ABZg+l" |

|  | Station on track |

|  | Unknown BSicon "ABZgr" |

|  | Straight track |

Pyhrnbanan är en 104 kilometer lång järnväg i de österrikiska förbundsländerna Oberösterreich och Steiermark. Den går från Linz där den ansluter till Västbanan över Pyhrnpasset till Selzthal med anslutning till Ennstalbanan och Rudolfsbanan. Pyhrnbanan ingår i Österrikes huvudbanenätet trots att den till största delen är enkelspårig. En utbyggnad till dubbelspår pågår. 

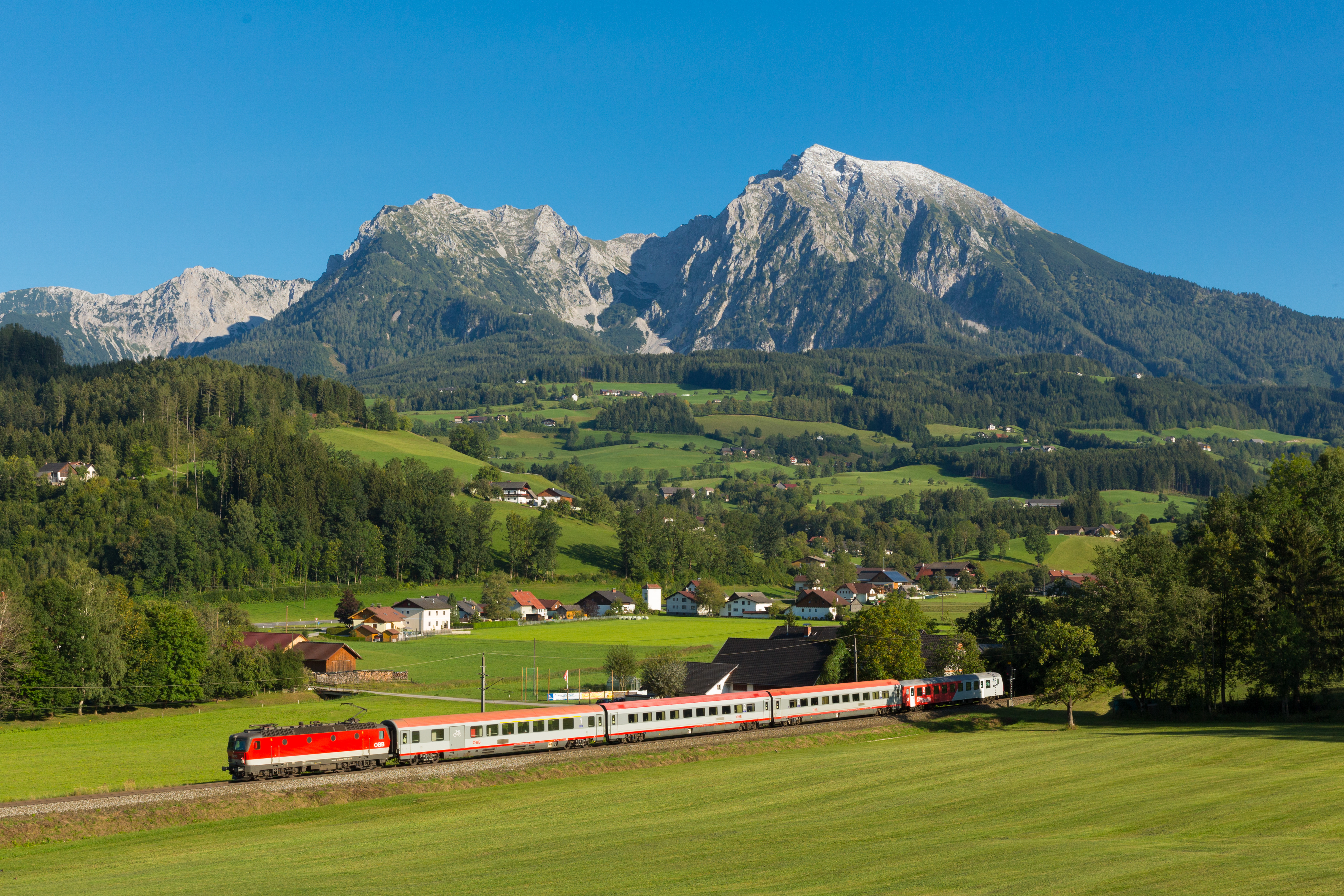
Pyhrnbanan vid Windischgarsten

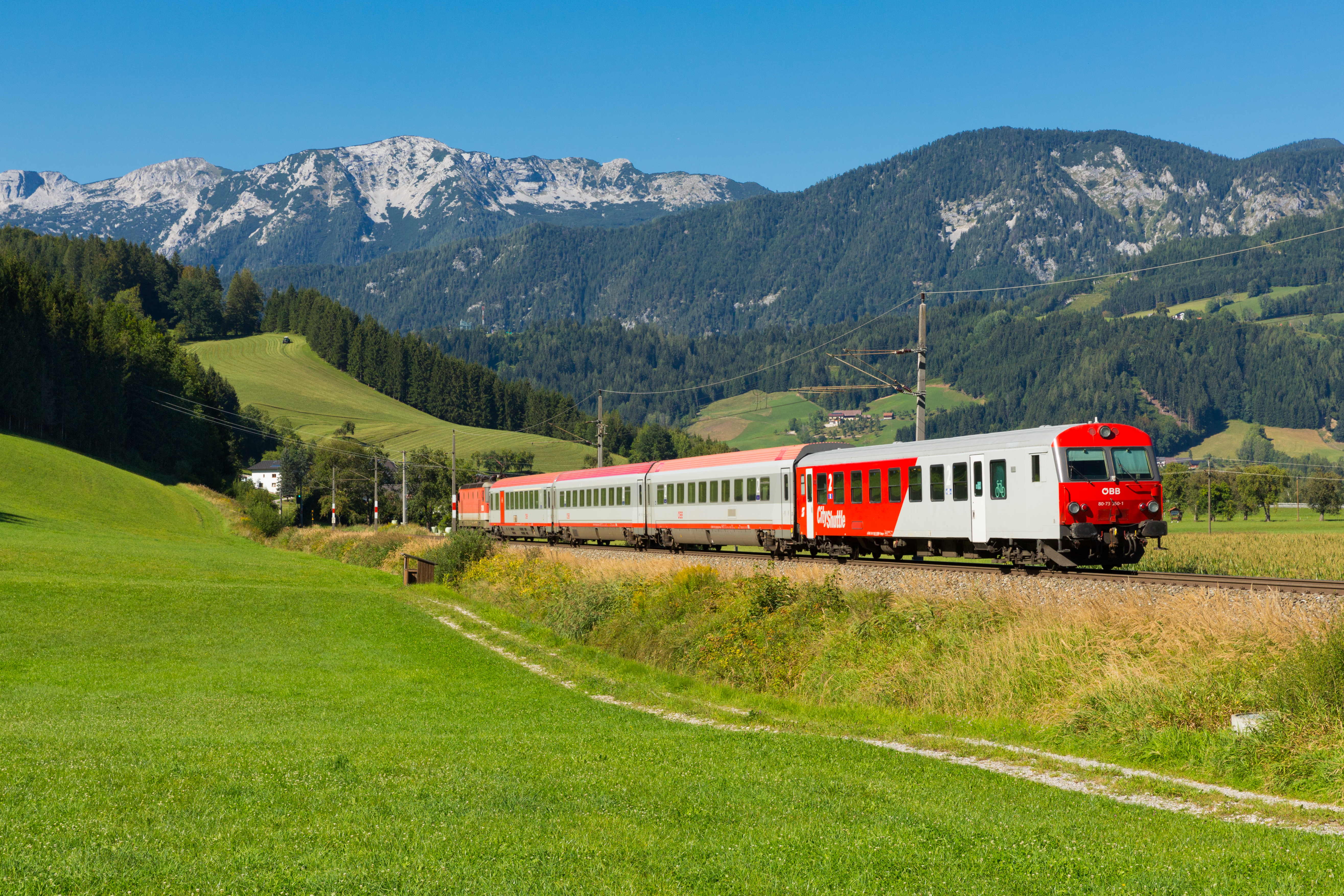
IC-tåg nära Spital am Pyhrn.

Pyhrnbanan byggdes i början på 1900-talet. Därvid inlemmade man en äldre lokalbana, som gick längs floden Krems mellan Linz och Klaus och som hade byggts i flera etapper mellan 1880 och 1888. 1901 bestämde staten att bygga förbindelsen mellan Klaus och Selzthal över Pyhrnpasset. Samtidigt byggdes delar av den gamla Kremstalbanan om. 1906 invigdes Pyhrnbanan. Mellan 1963 och 1966 elektrifierades sträckan Selzthal – Spital am Pyhrn eftersom ångloken förorsakade skador i den långa Bosrucktunneln. 1977 elektrifierades den återstående sträckan från Spital an der Pyhrn till Linz. I början på 1990-talet byggdes en förbindelsebana till Passauerbanan mellan Traun och Marchtrenk som öppnades 1994. Samma år inleddes en omfattande uppgradering av banan och utbyggnaden till dubbelspår.
Banan trafikeras av tåg från Linz till Graz resp. till Selzthal med anslutning till olika destinationer. 